# أليس فووت ماكدوغال
أليس فووت ماكدوغال (بالإنجليزية: Alice Foote MacDougall)‏ هي كاتِبة أمريكية، (و. 1867 – 1945 م).